# محمدعلی وارسته
محمّدعلی وارسته (۱۲۷۳ تهران – ۱۳۶۷ تهران) وزیر، سناتور و استاندار دوره پهلوی بود که در ملی شدن صنعت نفت و خلع ید از شرکت نفت انگلیس نقش داشت. او پس از ۱۵ خرداد ۱۳۴۲ مغضوب و خانه‌نشین شد و در زمان انقلاب، ریاست شورای سلطنت را در واپسین روزهای عمر نظام شاهنشاهی به عهده داشت.

## آغاز کار
محمّدعلی وارسته سال ۱۲۷۳ در تهران به دنیا آمد، پدرش میرزا مهدی خان تفرشی بود. تحصیلات مقدماتی و متوسطه را در خارج از مدرسه فرا گرفت و پس از گذراندن دوره مدرسه علوم سیاسی به استخدام وزارت مالیه درآمد و در کوتاه مدتی به معاونت کارگزینی و سپس ریاست اداره ملزومات وزارتخانه رسید.
در مسیر پیمودن پله‌های ترقی، به ریاست مالیه همدان و سپس قزوین رسید و پس از بازگشت به تهران، ناظر وزارت مالیه در وزارت پست و تلگراف شد. مدتی بعد مجدداً به شهرستان‌ها رفت و ریاست اداره مالیه یزد، اراک و کرمانشاه را عهده‌دار شد.
در سال ۱۳۰۹ خورشیدی که سیّد حسن تقی‌زاده وزیر مالیه شد، وارسته را به ریاست اداره کل مالیات تهران گماشت. پس از آن نیز در دوره وزارت علی‌اکبر داور مدتی رئیس اداره کارگزینی وزارت مالیه و سپس ناظر دولت در بانک صنعت و فلاحت و وزارت پیشه و هنر شد، پس ار آن به ریاست اداره کل بازرسی وزارت مالیه و در دوران نخست‌وزیری مدیرالملک جم به معاونت آن وزارت‌خانه رسید که از آن پس، دارایی نامیده می‌شد.
محمد علی وارسته هنگامی که علی سهیلی وزیر کشور کابینه اول منصورالملک بود در هفتم مهر ۱۳۱۹ به عنوان معاون وزارت کشور به مجلس معرفی شد و تا پایان سال ۱۳۲۰ و اتمام دولت بعدی یعنی کابینه ذکاءالملک فروغی در این سمت ماند.

در سال ۱۳۲۱ در کابینه اول قوام السلطنه پس از آنکه تقی‌زاده پست وزارت دارائی را رد کرد وارسته ابتدا معاون و سپس کفیل وزارت دارائی شد. در تیر ۱۳۲۳ در کابینه اول محمد ساعد به استانداری اصفهان (استان دهم) منصوب شد و تا پاییز سال ۱۳۲۵ در این پست باقی ماند و سپس به تهران بازگشت.

## وزارت
محمد علی وارسته در دی ۱۳۲۶ در کابینه سوم ابراهیم حکیمی وزیر پست و تلگراف و تلفن شد و در اول تیر ۱۳۲۷ در ترمیم کابینه عبدالحسین هژیر وزیر اقتصاد ملی و سپس وزیر دارایی شد اما پس از چند روز به هژیر نوشت که «موانع و مشکلات کار را از حوصله توانائی خود بیشتر دیده» و استعفا داد. پس از مدتی، استاندار کرمان شد و نزدیک به یک سال استاندار بود.
در روزهای نخست سال ۱۳۲۹ منصورالملک وارسته را به تهران احضار و به عنوان وزیر بهداری به مجلس معرفی کرد. در ۲۴ فروردین دولت منصور رأی اعتماد گرفت و در پنجم اردیبهشت، سرپرستی وزارت بهداری تا تعیین وزیر به دکتر عباس نفیسی (معاونت وزارتخانه) واگذار و وارسته وزیر دارایی شد اما پیش از پایان عمر دولت کنار رفت.
از ابتدای سال ۱۳۳۰ وارسته در کابینه حسین علاء وزیر دارایی شد و پس از استعفای علاء، محمد مصدق جانشین علاء نیز در جلسه پنجشنبه دوازدهم اردیبهشت ۱۳۳۰ مجلس شورای ملی او را در کابینه اول خود در سمت وزارت دارایی تثبیت کرد.
در ابتدای همین دوران یعنی روز ۲۲ اردیبهشت ۱۳۳۰ بود که مجلس شورای ملی و مجلس سنا بنا بر ماده اول قانون اجرائی ملی شدن صنعت نفت، نمایندگان خود را برای تشکیل هیئت مختلط در خلع ید از شرکت نفت سابق اعلام کردند که میان اسامی دوازده نفر برگزیده، نام محمد علی وارسته وزیر دارایی به عنوان عضو هیئت مدیره و مشاور نخست‌وزیر به چشم می‌خورد. دیری نگذشت که با تلاش کمیسیون مختلط خلع ید از شرکت سابق نفت، دولت ایران تأسیسات نفتی را یه موجب قانون ملی شدن نفت دراختیار گرفت.

## سناتوری و مغضوبیت
وارسته در مهر ۱۳۳۰ از دولت دکتر مصدق کنار رفت اما دوباره در روزهای پایانی سال به سمت خودش بازگشت و تا استعفای مصدق در تیر ۱۳۳۱ که به وقایع سی تیر انجامید، وزیر دارایی بود. پس از کودتای ۲۸ مرداد ۱۳۳۲ از محاکمه و تعقیب نجات یافت و به سمت استاندار فارس منصوب شد. در اواخر همان سال، سناتور انتصابی تهران شد و پس از ورود به مجلس سنای ایران ریاست کمیسیون دارایی را به عهده گرفت و نایب رئیس مجلس سنا شد.
با توجه به بیماری سیدحسن تقی‌زاده رئیس دوره دوم مجلس سنا و وخامت وضعیت سلامتش در سال‌ها پایانی عمر، وارسته که جانشین وی بود ریاست سنا را به عهده داشت. وارسته سناتوری را تا پایان دوره سوم حفظ کرد اما پس از حوادث ۱۵ خرداد ۱۳۴۲ در جلسه‌ای که در جهت استمداد دربار از سران کشور برای تلاش و جلوگیری از فروپاشی نظام سلطنت برگزار شد، به جهت اظهار نظر در مورد عملکرد شاه و دولت، مورد غضب محمد رضا شاه قرار گرفت و دیگر به مجلس سنا راه نیافت و خانه‌نشین شد. وارسته سال‌ها بعد این ماجرا را این گونه نقل کرد:

«بعد از ظهر روز ۱۶ خردادماه ۱۳۴۲ بود که عده‌ای از رجال به دعوت تلفنی آقای علاء وزیر دربار وقت در وزارت دربار گرد آمدیم. بدواً مرحوم علاء اظهار نمود دو روز است مملکت دچار هرج و مرج شده و در شهرها ناامنی ایجاد شده و مردم تظاهراتی علیه دولت و به نفع روحانیت می‌نمایند. زد و خوردهای شدیدی بین مردم و نیروهای انتظامی رخ داده که متأسفانه عده‌ای کشته و تعدادی هم مجروح شده‌اند و این وضع نمی‌تواند ادامه پیدا نماید. امروز از آقایان دعوت کرده‌ام که نظرات شما رجال قدیمی مملکت که مورد اعتماد مردم می‌باشید و سوابق طولانی در خدمت به کشور دارید را دریافت نموده و بررسی نماییم که برای آرامش مردم چه باید کرد؟ من اظهار کردم در قدیم هر موقع که مردم از روش‌ها ناراضی بودند و شکایات و اعتراضات زیاد می‌شد و یک چنین بحرانی پیش می‌آمد، دولت مستعفی می‌گردید و رجالی مانند مؤتمن‌الملک و مستوفی‌الممالک مصدر کار می‌شدند و چون مردم به آن‌ها اعتماد داشتند و می‌دانستند که این اشخاص خدمتگزار مردم هستند آرام می‌گرفتند و با خیال راحت به سر کار خود می‌رفتند. لازم است در این موقع حساس هم دولت مستعفی گشته کسی سر کار بیاید که مورد نظر مردم باشد و دولت آینده هم از روحانیت دلجویی نماید. مقتضی نبود که اعلیحضرت به قم رفته، در میدان آن شهر اظهاراتی علیه روحانیت بنمایند. این سخنرانی اعلیحضرت موجب کدورت روحانیت شده‌است. لازم است ترتیبی داده شود که از روحانیت رفع کدورت شود.

گویا پس از خاتمه جلسه، سپهبد یزدان‌پناه یا یکی دیگر از حاضرین شرفیاب شده و اظهار نموده که اعلیحضرتا چه نشسته‌اید که در منزل خودتان علیه شما گفتگو می‌نمایند و دولت تعیین می‌کنند و شما اطلاعی ندارید. اعلیحضرت پس از اطلاع از این جریان اظهار نموده بودند که این رجال را باید در توالت انداخته و سیفون را کشید…

بعدها مرحوم علاء از وزارت دربار معزول گردید. همچنین انتظام از شرکت نفت کنار گذاشته شد و من و سایرین هم مورد غضب بودیم تا به حال …»

## انقلاب و شورای سلطنت
در دی ۱۳۵۷ محمد رضا شاه تصمیم گرفت از ایران خارج شود و در غیاب خود شورائی متشکل از افراد خوشنام برای اداره کشور تشکیل دهد. در این راستا از محمد علی وارسته نیز با اینکه سال‌ها مغضوب بود برای عضویت در شورای سلطنت دعوت به عمل آمد.
در جلسه ۲۴ دی ۱۳۵۷ که با حضور شاه و اعضای شورای سلطنت برگزار شد، از آنجا که سید جلال‌الدین تهرانی به دلیل آشنایی و رابطه دیرینه با آیت‌الله خمینی گمان می‌رفت بتواند با دادن امتیاز به او اوضاع را آرام کند، به عنوان رئیس شورا و وارسته نیز به نیابت رئیس انتخاب شد. اما دو روز بعد از خروج شاه، سید جلال‌الدین تهرانی که در پاریس به دیدار خمینی رفته بود، از سمت خود استعفا داد و رسماً محمد علی وارسته ریاست شورای سلطنت را به عهده گرفت و تا پایان عمر کوتاه مدت شورای سلطنت در این مقام باقی ماند. فرمان‌های بسیاری از جمله آزادی زندانیان سیاسی را وارسته در همان ایام امضاء کرد.

## سالهای پایانی و پس از انقلاب
محمد علی وارسته در سال‌های پس از انقلاب علی‌رغم پیشنهادها ترجیح داد در خانه بماند و دوران بازنشستگی را کنار خانواده بگذراند. او تا پایان عمر سلامت جسمانی خود را حفظ کرده بود ولی در سال‌های پایانی عمرش دچار بیماری آلزایمر شد و اطرافیانش را به سختی می‌شناخت تا اینکه روز چهارشنبه ۲۸ دی ۱۳۶۷ در سن ۹۴ سالگی در تهران درگذشت.

روزنامه تایمز چاپ لندن یک هفته بعد از فوت وی در مقاله‌ای نوشت: وی از مردان پاکدامن ایران بود که از فساد و آلودگی‌های مالی برکنار بود.

## زندگی شخصی و روابط خانوادگی
محمدعلی وارسته برادر زادهٔ علی منصور ملقب به منصورالملک بوده و حسنعلی منصور سیاست‌مدار و نخست‌وزیر پسر عموی وی است. وارسته با تاج ماه خلعتبری دختر امیر اسعد خلعتبری و نوه محمدولی خان سپهدار اعظم تنکابنی ازدواج کرد و صاحب دو دختر و شش پسر شد که اکثراً دارای تحصیلات عالی بودند.
از میان پسران او، حمید وارسته معاون وزارت بازرگانی در کابینه مهدی بازرگان شد و محمود وارسته پس از آنکه دکترای حقوق گرفت، ابتدا معاون وزیر اقتصاد در دولت جمشید آموزگار شد اما پس از مدتی استعفا داد و وکیل عالیرتبه دادگستری شد به‌طوری‌که سال‌ها وکیل معتمد مجلس بود. منشور وارسته پژوهشگر علوم سیاسی نیز فرزند محمود و نوه محمد علی وارسته است.
برادر محمدعلی وارسته، باقر وارسته سفیر ایران در انگلستان و فرانسه و آلمان و از صاحب منصبان وزارت امورخارجه بود. مصطفی بزرگ‌نیا، یکی از سه دانشجوی کشته شده در حمله نیروهای امنیتی به دانشگاه تهران در ۱۶ آذر (روز دانشجو) هم خواهرزاده محمدعلی وارسته است.

## نگارخانه

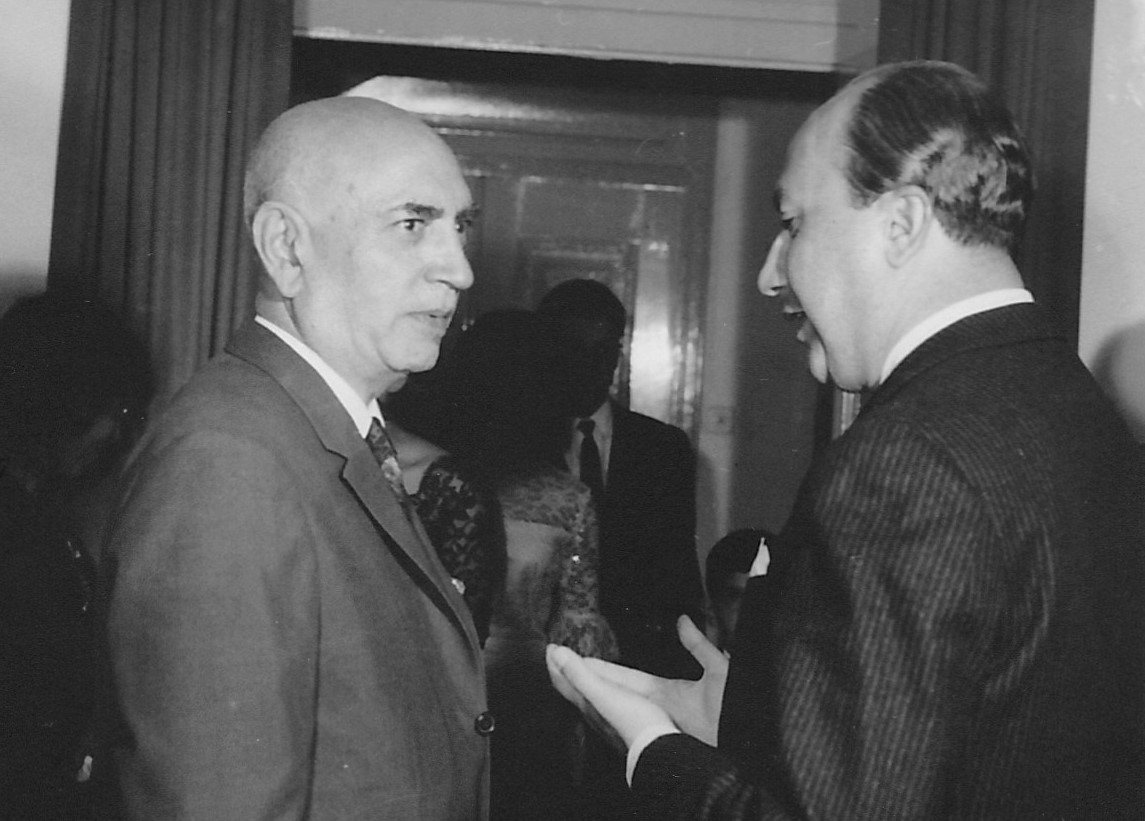
منصور نخست وزیر و محمدعلی وارسته
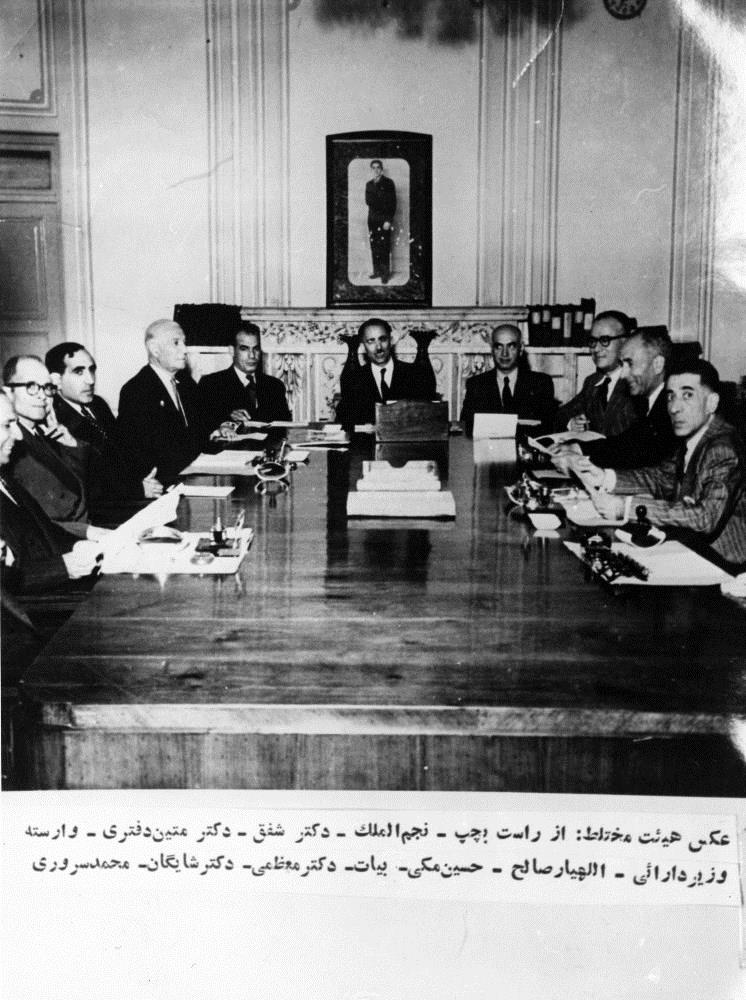
جلسه هیئت مختلط ملی شدن صنعت نفت
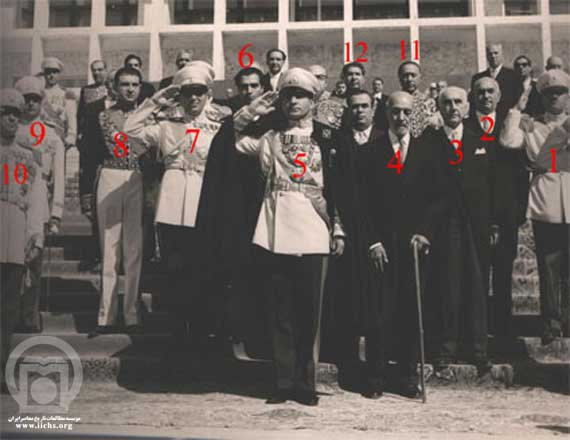
مراسم افتتاح یکی از اجلاسیه‌های مجلس سنا
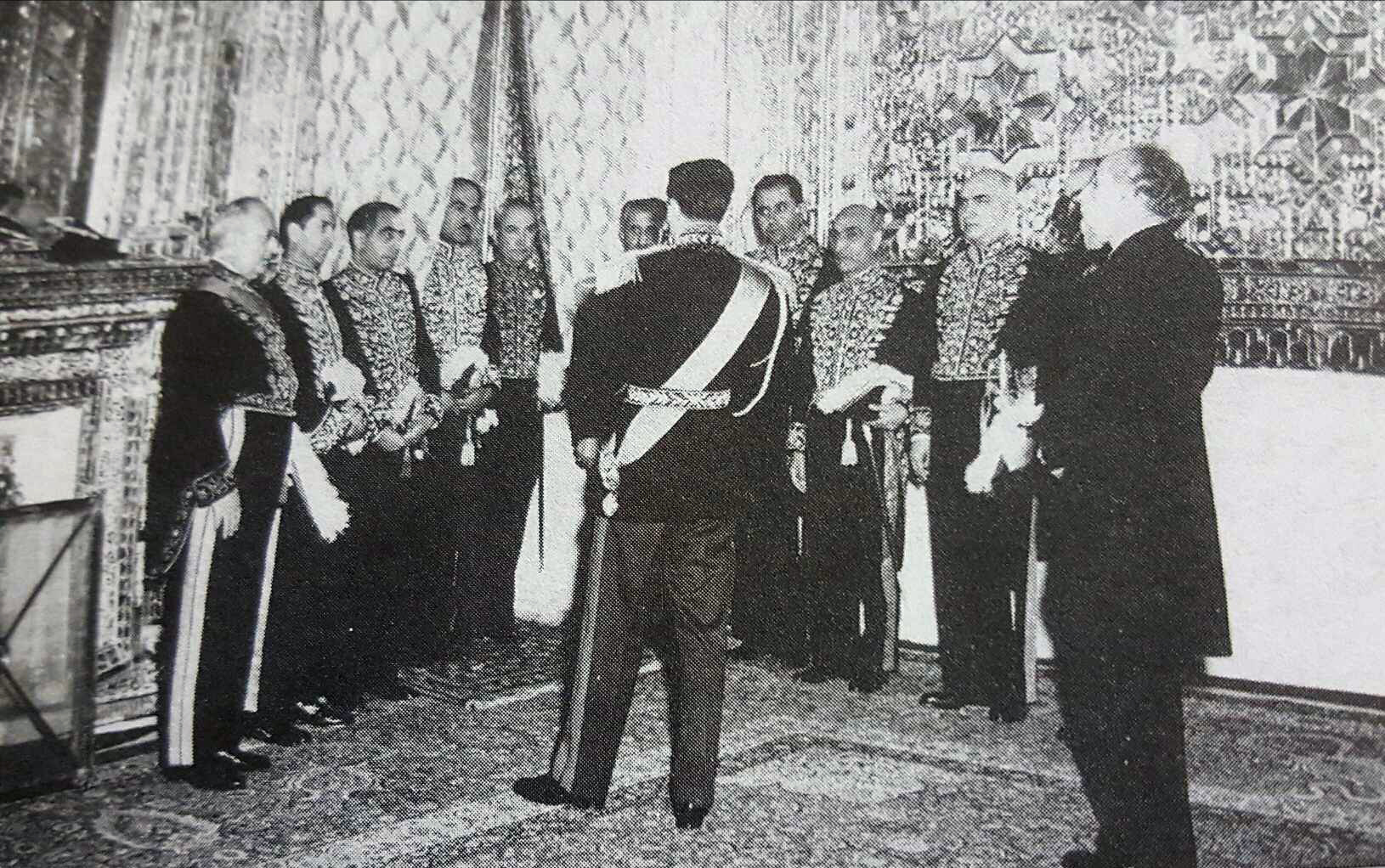
دیدار اعضای کابینه  محمد مصدق با محمدرضا شاه
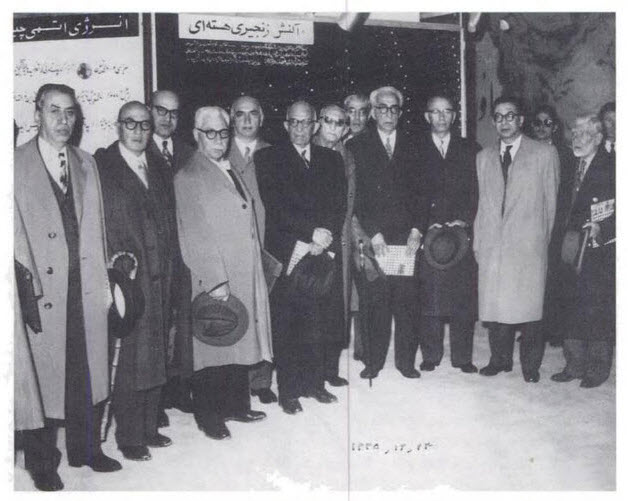
هیئت مختلط ملی شدن صنعت نفت
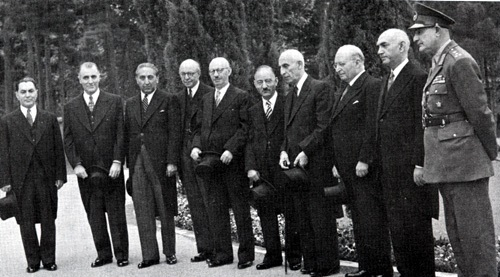
محمد مصدق و اعضاء کابینه اولش